# Zarza de Granadilla
Zarza de Granadilla ist eine westspanische Kleinstadt und eine Gemeinde (municipio) mit 1.803 Einwohnern (Stand: 2024) in der Provinz Cáceres im Norden der autonomen Region Extremadura. 

## Lage und Klima
Zarza de Granadilla liegt in einem Teil des Iberischen Gebirges, in einer Höhe von ca. 400 m. Der Río Aragón, der hier zum Stausee Embalse de Gabriel y Galán aufgestaut wird, begrenzt die Gemeinde im Westen. Die Entfernung nach Cáceres beträgt etwa 125 km (Fahrtstrecke) in südsüdwestlicher Richtung. Das Klima ist gemäßigt; Regen (ca. 897 mm/Jahr) fällt hauptsächlich im Winterhalbjahr.

## Bevölkerungsentwicklung
| Jahr      | 1970 | 1981 | 1991 | 2001 | 2011 | 2021 |
| Einwohner | 2117 | 1863 | 1849 | 1765 | 1860 | 1792 |

## Sehenswürdigkeiten
- Festung und Wüstung Granadilla
- Himmelfahrtskirche (Iglesia de Nuestra Señora de la Asunción) aus dem 16. Jahrhundert
- Christuskapelle
- Stierkampfarena

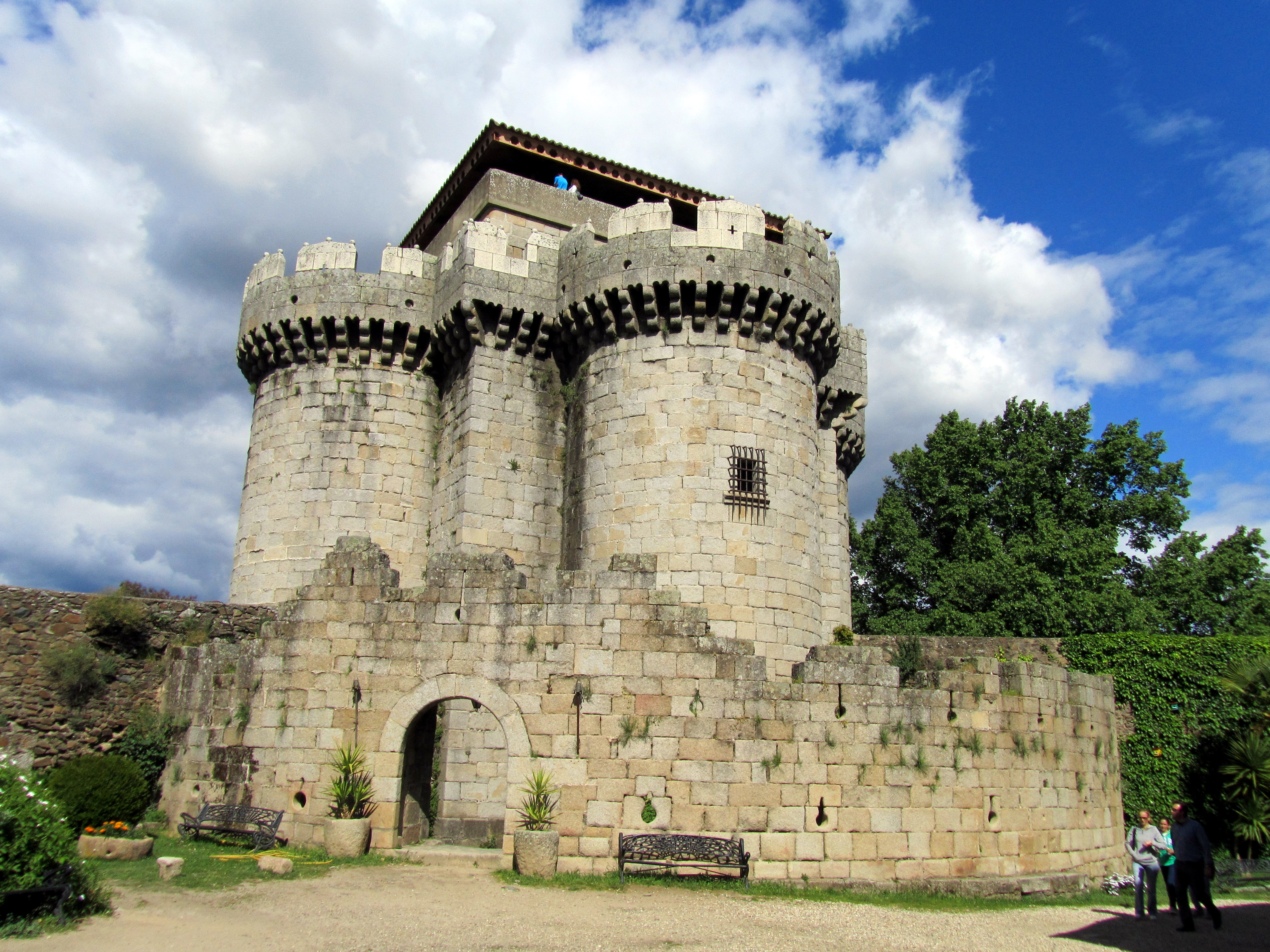
Festung Granadilla
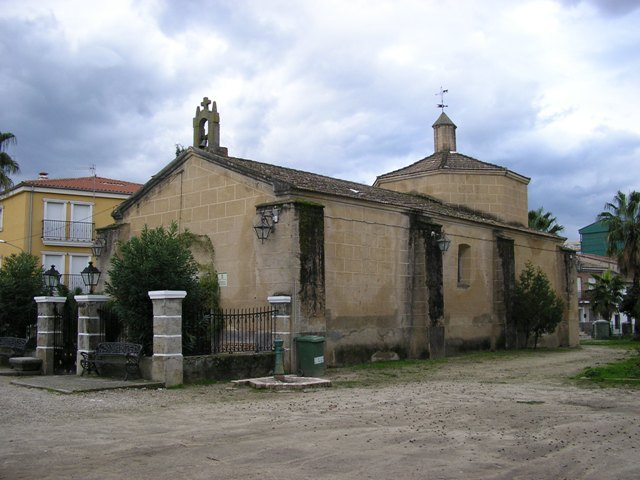
Christuskapelle
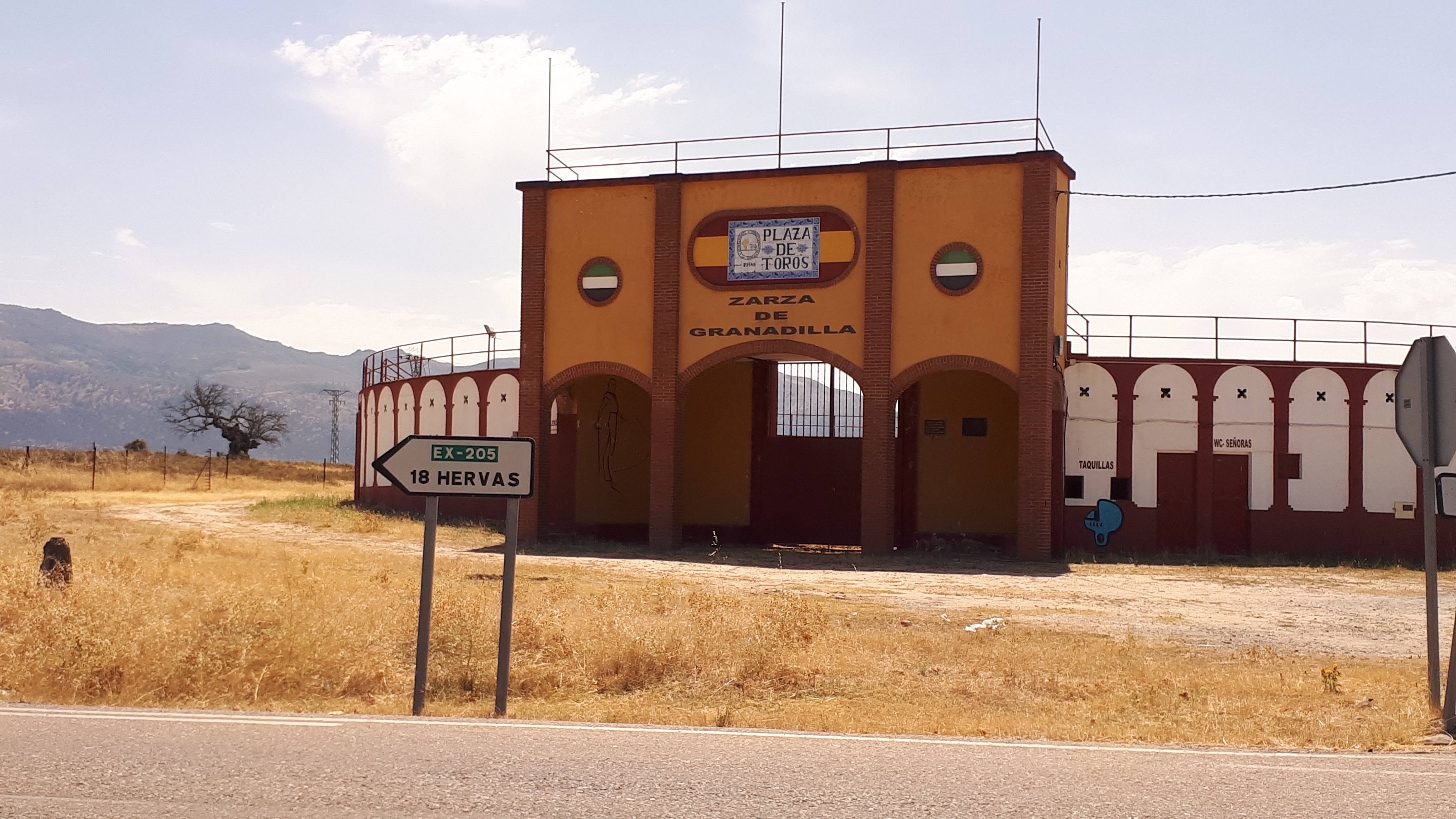
Stierkampfarena